# OS X Mountain Lion
OS X Mountain Lion (version 10.8) est la neuvième version majeure du système d'exploitation OS X, utilisé par les Macintosh d'Apple. Il a été présenté pour la première fois le 12 février 2012 et commercialisé le 25 juillet 2012, au prix de 15,99 €,,, 17,99 € puis 21,99 €. Le système n'est plus supporté depuis août 2015.

## Prérequis système
Mountain Lion supporte la plupart des configurations supportées par Lion.
- CPU x86-64 (Mac avec un processeur Intel Core 2 Duo, Intel Core i3, Intel Core i5, Intel Core i7, ou Xeon)[4].
- Un système basé sur le firmware EFI64 (iMac fin 2007 ou plus récent, Mac Mini 2009 ou plus récent, Mac Pro 2008 ou plus récent, MacBook fin 2008 ou plus récent, Xserve 2009 ou plus récent, MacBook Pro début 2008 ou plus récent, MacBook Air — tous excepté le premier modèle 2008).
- Au moins 2 Go de mémoire RAM[5].
- Mac OS X 10.6.8 ou plus récent[5].
- Au moins 8 Go d’espace sur le disque dur[5].
- La fonctionnalité AirDrop est supportée sur les modèles de Mac suivants[5] :
  - MacBook Pro (milieu/fin 2007 ou plus récent) ;
  - MacBook Air (fin 2008 ou plus récent) ;
  - MacBook (fin 2008 Aluminium ou début 2009 ou plus récent) ;
  - iMac (milieu 2007 ou plus récent) ;
  - Mac Mini (début 2009 ou plus récent) ;
  - Mac Pro (début 2008).
- OS X Mountain Lion ne supporte plus les cartes graphiques Intel GMA950/X3100 (celles utilisées avant les MacBook fin 2008).

## Nouveautés et changements
- Meilleure intégration d'iCloud, qui inclut de nouvelles fonctionnalités à travers iWork. Ces nouvelles applications profitent d'une nouvelle interface utilisateur.
- Dans iWork : synchronisation de fichiers documents automatique grâce à la nouvelle fonction "Documents dans le nuage".
- Messages[6] — Un service de messagerie instantanée (remplaçant iChat), supportant le service iMessage.
- Rappels — Une application de rappels, aussi disponible sur iOS, maintenant séparée de l'application Calendrier[7].
- Notes — Précédemment présente dans Mail sur Mac OS, les notes ont droit à une nouvelle application, qui supporte les notes ajoutées sur iCloud.
- Feuilles de partage — Un bouton « Partager » ainsi qu'une boîte de dialogue dans Safari ainsi que dans d'autres applications.
- Game Center — Emprunté d'iOS.
- AirPlay en miroir — Affichage sans fil du bureau OS X à l'Apple TV via AirPlay.
- Gatekeeper[8] — Un utilitaire anti logiciels espions basé sur les signatures digitales ainsi que le Mac App Store.
- Intégration de Facebook[9] (à partir de l'automne 2012).
- Intégration de Twitter[10].
- Centre de notifications ("Notification Center") — Une version similaire à celle dans iOS 5 ou plus récent. Les avertissements seront désormais concentrés dans le coin de l'écran, et le centre de notification lui-même est disponible[11].
- Dictée vocale — Possibilité de dicter des textes au Mac, grâce à un procédé de reconnaissance automatique de la parole.
- Plus de fonctions pour la Chine — Plusieurs fonctionnalités supplémentaires pour les utilisateurs de la Chine, incluant le support de Baidu en tant qu'une option comme barre de recherche dans Safari. Youku ainsi que Tudou sont aussi disponibles pour les feuilles de partage[Quoi ?][12].

### Applications renommées
- L'application iCal est renommée « Calendrier »[13].
- Le Carnet d'Adresses est renommé « Contacts »[13].

## Mises à jour
|  | Obsolète |  | Discontinué |  | Version Courante |  | Version Future |

| OS X No de version | Build  | Date              | Note |
| ------------------ | ------ | ----------------- | --- |
| 10.8               | 12A269 | 25 juillet 2012   | - Disponible sur le Mac App Store ou sur support USB. |
| 10.8.1             | 12B19  | 23 août 2012      | - Corrections diverses. |
| 10.8.2             | 12C54  | 19 septembre 2012 | - Intégration de Facebook - Nouvelle version de Safari - Mise à jour du flux de photos - Dictionnaire français - La possibilité de définir un numéro de téléphone pour iMessage - La fonction PowerNap pour les MacBook Air datant de 2010 - Amélioration de l'autonomie des ordinateurs. |
| 10.8.3             | 12D78  | 14 mars 2013      | - Prise en charge par Boot Camp de l'installation de Windows 8 - Prise en charge par Boot Camp des Mac avec disque dur 3 To - Intégration de Safari 6.0.3 - Correction d'un problème de fermeture inopinée des applications en fonction du chemin d'un fichier - Résolution d'un problème de blocage de Logic Pro - Résolution d'un problème de qualité audio sur les iMac 2011 - Possibilité de convertir le code des cartes cadeaux iTunes depuis le Mac App Store via la caméra Facetime                                                                                                   |
| 10.8.4             | 12E55  | 4 juin 2013       | - Amélioration de la compatibilité Wi-Fi lors de la connexion à certains réseaux d’entreprise - Amélioration de la compatibilité de Calendrier dans Microsoft Exchange - Résolution d’un problème empêchant d’appeler via FaceTime des numéros ne provenant pas des États-Unis - Résolution d’un problème empêchant la suspension d’activité programmée après utilisation de Boot Camp - Amélioration de la compatibilité de VoiceOver avec le texte de documents PDF - Ajout de Safari 6.0.5                                                                                                 |
| 10.8.5             | 12F37  | 12 septembre 2013 | - Résout un problème pouvant empêcher l'affichage des messages dans l'application Mail - Améliore les performances de transfert de fichiers AFP via Wi-Fi 802.11ac - Résout un problème pouvant empêcher un économiseur d'écran de démarrer automatiquement - Améliore la fiabilité de Xsan - Améliore la fiabilité lors du transfert de gros fichiers en Ethernet - Résout un problème qui empêchait le déverrouillage du panneau des préférences avec une carte à puce dans les Préférences Système - Contient les améliorations incluses dans la mise à jour du MacBook Air (Mid 2013) 1.0 |

## Notoriété
Mountain Lion s'est vendu à 3 millions d'unités dans les quatre premiers jours de sa sortie, ce qui en fait le lancement le plus réussi d'une version de système d'exploitation Apple à ce jour.